# Villarroya de la Sierra
Villarroya de la Sierra è un comune spagnolo di 660 abitanti situato nella comunità autonoma dell'Aragona.